# Juan Francisco Escobar Valdez
Juan Francisco Escobar Valdez (Asunción; 31 de enero de 1949-12 de diciembre de 2002) fue un árbitro de fútbol paraguayo.

## Trayectoria
Como árbitro FIFA, supervisó partidos durante el Torneo Preolímpico Sudamericano de 1980, el Campeonato Mundial Juvenil de 1985, el Torneo Olímpico de 1992 y las Copas América de 1991 y 1993. También se desempeñó en juegos de clasificación de Conmebol para la Copa Mundial de 1986 y 1994.
A nivel de clubes, su partido más destacado fue dirigir la final de ida de la Copa Libertadores 1985 entre Argentinos Juniors contra América de Cali, resultado que acabó a favor del equipo argentino por 1-0. Su último encuentro fue en un empate a uno en el llamado clásico paraguayo en 1994.